# Partícula portadora

Diagrama de Feynman de la interacción electromagnética entre dos electrones mediante el intercambio de un fotón.

En física de partículas, la teoría cuántica de campos llamada Modelo Estándar describe las fuerzas fundamentales (Fuerzas nucleares fuerte, débil y electromagnética). En tales teorías, cada tipo de interacción tiene un conjunto característico de fuerza, o partícula portadora del campo, asociada a la excitación cuántica del campo de fuerzas relacionado con esa interacción.  Este tipo de partículas están siempre intercambiándose entre las partículas de materia que experimentan dicha fuerza.
Las partículas portadoras, partículas mensajeras o partículas transportadoras de las fuerzas, o bien aparecen en etapas intermedias o se producen durante todos los procesos entre las partículas que sufren este tipo de interacción.  Así pues, las fuerzas entre partículas de materia se pueden describir en términos de campos de fuerza estática e intercambio de partículas portadoras de la fuerza entre las partículas afectadas.
Las partículas portadoras o mediadoras de la fuerza en el modelo estándar son los bosones, conocidos como bosones de gauge:
- Los gluones son portadores o mediadores de la interacción nuclear fuerte.[1]
- Los fotones son portadores o mediadores de las interacciones electromagnéticas.[2]
- Los bosones W y Z median la interacción débil.

El nombre de la partícula portadora de las interacciones gravitacionales es el gravitón. El estado de esta partícula es todavía provisional, porque la teoría está incompleta y no ha habido buenas evidencias experimentales de su existencia (aunque esto no demuestra que en realidad no existan).  Los gravitones no son considerados como una parte del Modelo Estándar.
En el modelo estándar, el bosón de Higgs, que es necesario para explicar la masa de las partículas fundamentales, interactúa a través de la interacción débil y la interacción de Yukawa, pero no es una partícula portadora.

## Información general
Todas las partículas elementales son bosones o fermiones (dependiendo de su espín). El teorema de la estadística del espín identifica la estadística cuántica resultante que diferencia a los fermiones y bosones.

Partículas elementales de la materia: fermiones (quarks y leptones) y bosones (partículas portadoras)

La interacción de los bosones virtuales con fermiones reales se llaman las interacciones fundamentales.  Matemáticamente, la conservación del momento lineal en estas interacciones da como resultado todas las fuerzas que conocemos. Los bosones de estas interacciones se llaman bosones de gauge: son los bosones vectoriales W y Z (fuerza nuclear débil), los gluones (fuerza nuclear fuerte), los fotones (fuerza electromagnética), y (en teoría, pero aún sin confirmar) los gravitones serían los bosones mediadores de la fuerza de la gravedad.

Diagrama de Feynman de interacción entre partículas mediante el intercambio de un bosón de gauge.

Estas interacciones mediadas por partículas portadoras se pueden representar mediante diagramas de Feynman.

## Historia
El concepto de partículas mensajeras, mediadoras o portadoras  se remonta al siglo XVIII cuando el físico francés Charles Coulomb demostró que la fuerza electrostática entre objetos cargados eléctricamente sigue una ley similar a la ley de la gravitación universal de Newton. Con el tiempo, esta relación llegó a conocerse como la ley de Coulomb. En 1862, Hermann von Helmholtz había descrito un rayo de luz como "el más rápido de todos los mensajeros". En 1905, Albert Einstein propuso la existencia de una partícula de luz en respuesta a la pregunta: "¿cuáles son los cuantos de luz?" En 1923, a través de la obra de Arthur Compton en la Universidad George Washington en St. Louis, la idea de Einstein de las partículas de luz se hizo innegablemente clara para los físicos. Por último, en 1926, un año antes de que la teoría de la mecánica cuántica se completara, Gilbert N. Lewis introdujo el término "fotón", que posteriormente se convirtió en el nombre para las partículas de luz de Einstein. A partir de aquí el concepto de partículas mensajeras se desarrolló aún más.